# Kvinna i blått
Kvinna i blått (engelska: Woman in blue, Lady in blue) är en oljemålning av den engelske konstnären Thomas Gainsborough. Den målades omkring 1780 och ingår sedan 1916 i Eremitaget samlingar i Sankt Petersburg. 
Gainsborough var Englands främsta porträtt- och landskapsmålare under 1700-talet. Gainsborough ville helst måla landskap; porträtt målade han främst på beställning. Han uttryckte vid ett tillfälle att "jag gör porträtt för att överleva och landskap för att jag tycker om dem". Det är dock hans porträtt som lade grunden till hans berömmelse. 
Kvinna i blått är ett exempel på eleganta kvinnoporträtt, vilka intar en särskild plats i målarens oeuvre. I dem tar han avstånd från den förhärskande pretentiösa konstgjordheten. Detta motsvarar helt tidens uppfattning, att skönhet och behag inte kan skiljas från naturen och det naturliga. Denna dam är till exempel inte insnörd i någon trång korsett, och hennes leende är varken tillgjort eller kokett. Vanligen målade han porträtten i helfigur, här ser vi dock en okänd adelsdam i halvfigur.